# Маруяма, Карина
Карина Маруяма (яп. 丸山 桂里奈; род. 26 марта 1983, Ота) — японская футболистка, чемпионка мира. Играла на позиции нападающего.

## Клубная карьера
Маруяма родилась в Токио, 26 марта 1983 года.
После окончания Университета спортивных наук она присоединилась к клубу TEPCO Mareeze в 2005 году и была назначена в футбольную секцию АЭС « Фукусима-1».
В сезоне 2005 года она была выбрана в номинации «Лучший молодой игрок» Японии. Играла на родине до сезона 2009 года, а в 2010 году перебралась в США в клуб Филадельфия Индепенденс. Однако уже в сентябре вернулась в Японию и присоединилась к составу клуба JEF United Chiba. В 2012 году она оформила трансфер в другой японский клуб Speranza Osaka-Takatsuki. Завершила карьеру игрока в 2016 году.

## Карьера в сборной
В августе 2002 года Маруяма была вызвана в молодежную сборную для участия чемпионате мира до 19 лет . В октябре она была вызвана в национальную сборной Японии для участия в Азиатских игр 2002 года, дебютировал на турнире 2 октября против сборной Северной Кореи . Впоследствии дважды играла на чемпионатах мира (2003 и 2011) и трижды на летних Олимпийских играх (2004, 2008 и 2012). На чемпионате мира 2011 года в Германии она забила единственный гол в игре, победив сборной Германии и, тем самым, впервые вывела Японию полуфинал чемпионатов мира, впоследствии японки стали чемпионками мира. На летних Олимпийских играх 2012 года вместе со сборной Японии завоевала серебряную медаль.
Всего в составе сборной сыграла 79 игр и забила 14 голов, завершила играть за национальную команду в 2014 году.

## Статистика в сборной
| Сборная Японии   | Сборная Японии | Сборная Японии |
| Год              | Матчи          | Голы           |
| ---------------- | -------------- | -------------- |
| 2002             | 5              | 0              |
| 2003             | 12             | 6              |
| 2004             | 11             | 3              |
| 2005             | 3              | 0              |
| 2006             | 9              | 1              |
| 2007             | 1              | 0              |
| 2008             | 17             | 3              |
| 2009             | 2              | 0              |
| 2010             | 0              | 0              |
| 2011             | 8              | 1              |
| 2012             | 5              | 0              |
| 2013             | 4              | 0              |
| 2014             | 2              | 0              |
| Общее количество | 79             | 14             |

## Награды
- Чемпионат мира по футболу среди женщин

Чемпион (1) : 2011
- Кубок Азии по футболу среди женщин

Чемпион (1) : 2014